# Robert Hanson Harrison

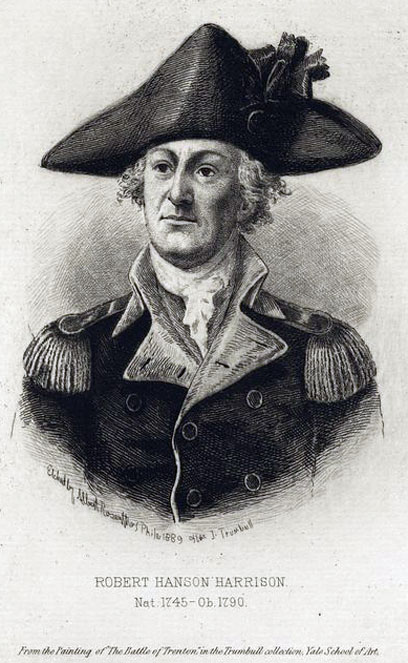
Robert Hanson Harrison (Gravur von 1889 nach einem Gemälde von John Trumbull)

Robert Hanson Harrison (* 1745 im Charles County, Province of Maryland; † 2. April 1790 ebenda) war ein amerikanischer Jurist.
Er wurde als Sohn von Richard Harrison und Dorothy Hanson im Charles County geboren, war zweimal verheiratet und hatte zwei Töchter, Sarah und Dorothy. Harrison war in Alexandria als Anwalt tätig. Er war im Unabhängigkeitskrieg Leutnant im 3. Virginia-Regiment. 1775 wurde er Flügeladjutant von George Washington. Im folgenden Jahr trat er die Nachfolge von Joseph Reed als Militärberater (Military Secretary) Washingtons an.
Von 1781 bis 1789 war er als Richter in Maryland tätig. In dieser Zeit befasste er sich hauptsächlich mit Immobilienrecht und sollte 1789 von George Washington zum Richter am Obersten Gerichtshof der Vereinigten Staaten ernannt werden, was er jedoch aus gesundheitlichen Gründen ablehnte. Bei der Präsidentschaftswahl in den Vereinigten Staaten 1788 und 1789 erhielt Harrison als Föderalist sechs Wahlmännerstimmen. Er starb am 2. April 1790 im Charles County.